# Shelfield
Shelfield – osada w Anglii, w hrabstwie West Midlands, w dystrykcie Walsall. Leży 4 km od miasta Walsall. Shelfield jest wspomniana w Domesday Book (1086) jako Scelfeld.